# Albachiara/Fegato, fegato spappolato
Albachiara è un singolo del cantautore italiano Vasco Rossi, pubblicato il 25 maggio 1979 come unico estratto dall'album Non siamo mica gli americani!.

## Descrizione

### Albachiara
In considerazione del successo riscosso dal brano, l'album Non siamo mica gli americani! che lo contiene è stato in seguito ridistribuito con il titolo Albachiara. Questa canzone è presente in tutti gli album live di Vasco Rossi, ad eccezione di Vasco live 10.7.90 San Siro, in quanto dalla sua uscita tutti i suoi concerti vengono chiusi con questa.
In un'intervista, Vasco Rossi disse che la musica si basa su un giro di accordi trovato da Massimo Riva, suo storico amico. Dopo averlo ascoltato la prima volta, tornato a casa la arrangiò con il testo noto.
L'autore ha dichiarato di aver scritto Albachiara di getto, aspettando mentre la madre cucinava, ispirato da una ragazzina di tredici anni che vedeva sempre passare alla fermata della corriera di Zocca.
Il brano fu registrato a fine ’78 negli studi Fonoprint di Maurizio Bianconi a Bologna. L'introduzione al piano è di Gaetano Curreri,  le chitarre e il famosissimo assolo sono di Maurizio Solieri.
Albachiara fu il primo grande successo di Vasco Rossi e, dalla tournée del 1984, è spesso utilizzato come pezzo di chiusura dei suoi concerti.
Nel 2010 Vasco Rossi ha raccontato che, quando la canzone aveva già ottenuto un discreto successo, un giorno confessò alla sua "musa ispiratrice" che la canzone era dedicata a lei. La ragazza dapprima pensò si trattasse di uno scherzo, poi reagì in maniera imbarazzata dicendo che la ragazza di Albachiara doveva essere molto più piccola di lei. Infine scappò via dichiarandosi offesa, lasciandolo molto deluso. Da questo episodio Vasco trasse ispirazione per scrivere il brano Una canzone per te, contenuto nell'album Bollicine. Il verso di quest'ultimo brano che recita «Lei è troppo chiara e tu sei già troppo grande» in origine era «Lei è un'Albachiara e tu sei già troppo grande», citando apertamente la canzone. Vasco spesso quando esegue il brano dal vivo canta il verso originale.
Nel 2011 Vasco Rossi rivelò che fu lui stesso a scrivere sia le parole che la musica, ma cedette la metà dei diritti al musicista Alan Taylor in cambio di una sua chitarra.
Nel 2012 Vasco Rossi ha realizzato una versione orchestrale del brano, arrangiata da Celso Valli e pubblicata come singolo. Nel 2020 è stata votata come la canzone italiana più bella degli ultimi 45 anni nel concorso radiofonico I Love my Radio raggiungendo il primo posto su 45 canzoni.

### Fegato, fegato spappolato
Fegato, fegato spappolato  è  sempre tratto dallo stesso album. Descrive nel testo una festa nel paese di Vasco Rossi, Zocca.
Al termine della canzone c'è una citazione delle prime due frasi di God Save the Queen dei Sex Pistols.
Nel testo viene anche citato un certo Fini che «s'è alzato da poco, e non è ancora sveglio, ed è talmente scazzato che non riesce a parlare nemmeno»: si tratta di Floriano Fini, suo manager storico (con un breve intervallo attorno agli anni Dieci in cui venne sostituito da Stefano Salvati) e amico fin dai tempi di Punto Radio.
Il brano è stato inserito nel 1984 nell'album Va bene, va bene così in una versione registrata dal vivo.

## Tracce
Lato A
1. Albachiara – 4:03 (testo: Vasco Rossi e Alan Taylor – musica: Vasco Rossi; edizioni musicali Sarabandas)

Lato B
1. Fegato, fegato spappolato – 3:15 (testo: Vasco Rossi e Alan Taylor – musica: Vasco Rossi; edizioni musicali Sarabandas)

## Edizioni
- Albachiara/Fegato, fegato spappolato (Lotus, LS 2812, 7")
- Nel 1999 questo singolo è stato ristampato in formato CD picture dalla BMG Ricordi (74321 64987 2).

## Cover e influenze
- Nel 1992 gli Ufo Piemontesi hanno realizzato una cover di Albachiara.[12]
- Nel 2008 Albachiara è stata fonte d'ispirazione per il film di Stefano Salvati Albakiara, nel quale ha recitato il figlio del cantante, Davide.
- Nel 2009 Noemi ha realizzato due versioni di Albachiara, pubblicate la prima nella compilation X Factor Anteprima Compilation 2009, la seconda nell'EP Noemi.
- Nel 2019 la canzone viene citata all'interno del brano Occhiali da luna tratta dall'album Tenebra è la notte ed altri racconti di buio e crepuscoli di Murubutu featuring Dutch Nazari e Willie Peyote.
- Nel 2010 Simone Frullo ha realizzato una cover di Albachiara.[12]

- Nel 2022 Rkomi ha realizzato una cover di Fegato, Fegato Spappolato per Sanremo 2022, poi contenuta nella riedizione dell'album Taxi Driver.